# Hermann Stelzner
Hermann Stelzner (n. august 1884, Ahrensbök, Germania - d. 19 octombrie 1942) a fost un inginer și inventator german. A studiat pentru a deveni inginer de construcții de mașini, apoi a lucrat pentru o companie de cale ferată germană și o companie de transport maritim. 
În 1906 s-a alăturat firmei Dräger din Lübeck și a devenit asistentul personal al fondatorului firmei, medicul Bernard Dräger. În acea perioadă, compania Dräger a fost implicată în conceperea de aparate pentru purificarea aerului, aparate de respirație pentru lucrul în medii toxice și echipamente de scufundare cu alte amestecuri de gaze.

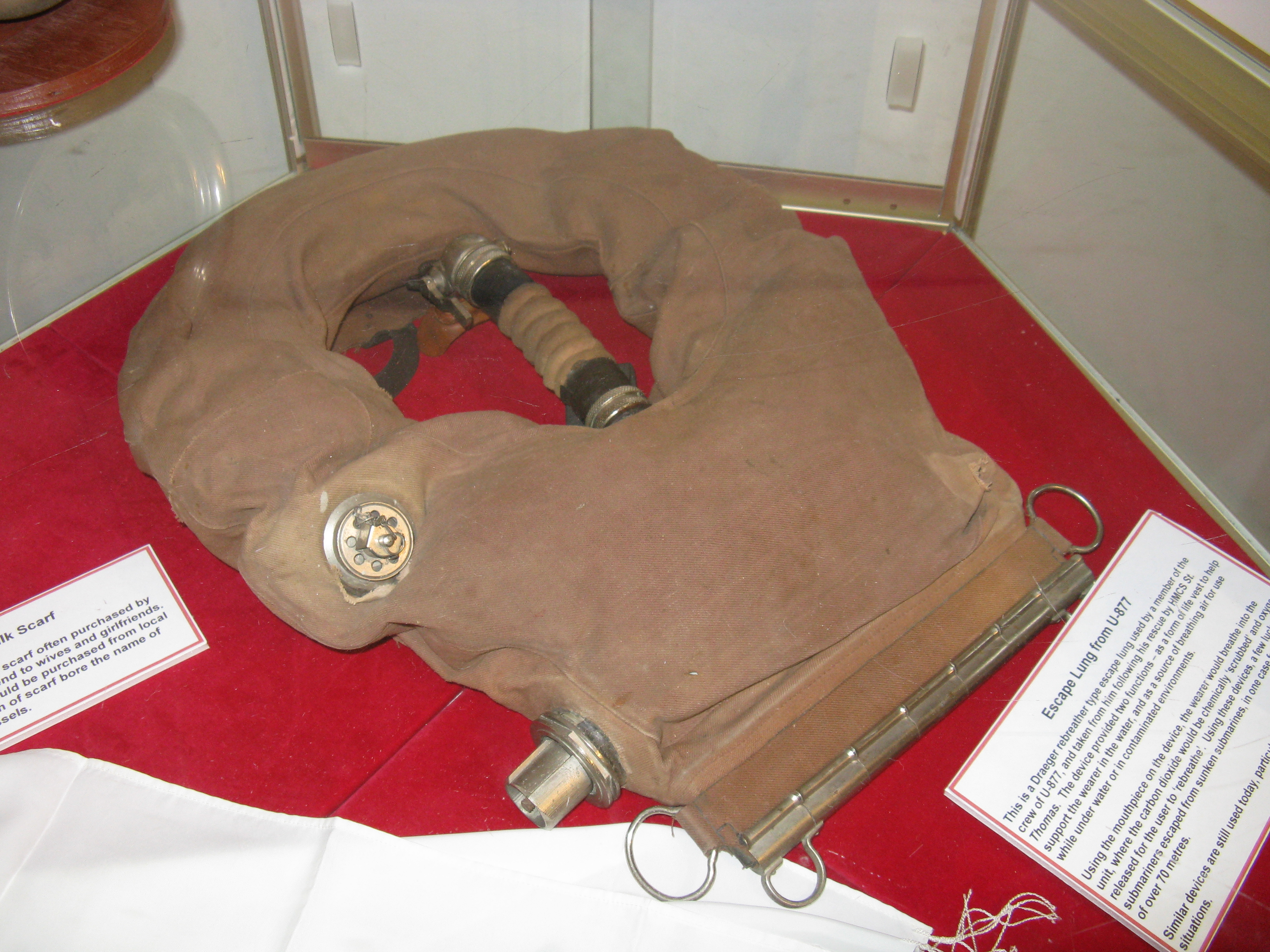
Aparatul de salvare Dräger folosit în al doilea război mondial

În vara anului 1910, submarinul francez Pluviose se scufundă împreună cu toți oamenii de la bord. Impresionat de acest tragic eveniment, Hermann Stelzner concepe unul din primele aparate de salvare de pe submarine.
În anul 1912 este finalizat primul echipament greu de scufundare fără furtunul ombilical de alimentare de la suprafață și pompă de aer. Acesta folosea în schimb un sistem revoluționar la care alimentarea era realizată din butelii cu azot și oxigen care se aflau pe spatele scafandrului furnizând un amestec respirator cu 60% oxigen. După  efectuarea mai multor teste și scufundări la adâncimi de până la 30 de metri în lacuri, porturi, sub gheață, curenți, forțele navale germane, precum și a altor țări au început utilizarea acestui nou echipament. În anul 1917 este realizată versiunea DM40 care putea fi utilizat până la adâncimea maximă de 40 metri.
În timpul primului război mondial, Hermann Stelzner lucrează activ la conceperea de noi măști de gaze, aparate de respirat pentru mineri și pompieri, precum și diverse echipamente de scufundare cum ar fi o cameră de tratament mobilă și un clopot de scufundare.
Datorită cunoștințelor sale de fiziologia respirației, Stelzner realizează un aparat recirculator cu aer pentru altitudini mari,  folosit de Auguste Piccard care a atins altitudinea de 15.718 metri în balonul său pe 27 mai 1931. Stelzner a dezvoltat, de asemenea, un aparat de respirat cu oxigen pentru lucrul la mari înălțimi.
În timpul celui de-al doilea război mondial, Stelzner continuă dezvoltarea de măști de gaze și sisteme de regenare a aerului pentru buncăre.
În urma unui atac de cord, Hermann Stelzner a decedat la 19 octombrie 1942 în biroul său de la firma Dräger.

## Lucrări
- Physiologie des Tauchers, aus der Tauchertechnik: Herausgeber: Drägerwerk Lübeck, 1931
- Tauchertschnik, 1931
- Gebäude-Gasschutz, Lübeck : Drägerwerk,  1934
- Schutzraum-Lüftung: theoretische Grundlagen und praktische Versuche, Dräger, 1936
- Tauchertechnik - Handbuch für Taucher / Lehrbuch für Taucheranwärter. Verlag Charles Coleman, Lübeck, 1943
- Sauerstoffgehalt im Dräger-Tauchretter, Drägerwerk, 1944
- Versuche mit Gummiventilen an Gasmasken anstelle vom Glimmerventilen, Lübeck : Autäus-Verl., 1945 [8]